# Terror by Night
Terror by Night is een Amerikaanse film uit 1946, gebaseerd op het personage Sherlock Holmes. De film werd geregisseerd en geproduceerd door Roy William Neill. Het is de dertiende van de Sherlock Holmes-films met Basil Rathbone als Holmes en Nigel Bruce als Dr. Watson.
De plot van de film is losjes gebaseerd op de korte verhalen The Disappearance of Lady Frances Carfax en The Adventure of the Blue Carbuncle.

## Verhaal
De film begint in Londen, waar een vrouw genaamd Vivian Vedder de doodskistenmakers Mock and Son bezocht om toe te zien op de constructie voor de kist voor haar moeders lichaam. Ze neemt de kist die avond mee naar Schotland aan boord van de Scotch Expres. In dezelfde trein zitten ook Holmes, Dr. Watson, en burgemeester Duncan-Bleek, die door Watson aan Holmes wordt voorgesteld als een lid van zijn club. Holmes is aan boord van de trein in opdracht van Lady Margaret Carstairs en haar zoon Roland, die hem hebben gevraagd op een beroemde diamant genaamd de Ster van Rhodesia te letten.
Tijdens het diner wordt Roland vermoord, volgens Holmes door middel van vergiftiging. Kort daarop verdwijnt de diamant. Watson, Holmes en inspecteur Lestrade ondervragen alle inzittenden van de trein. Tijdens het onderzoek ontdekt Holmes dat burgemeester Duncan-Bleek in werkelijkheid zijn vijand kolonel Sebastian Moran is. Watson is zich hier niet van bewust. Holmes wordt tijdens het onderzoek bijna uit de trein geduwd, maar kan zichzelf in veiligheid brengen.
Holmes en Lestrade ondervragen Vivian, en ze bekent dat ze betaald wordt door een man om de doodskist met deze trein te vervoeren. Ze heeft onbewust in de kist een handlanger van Moran, Sands, de trein in gesmokkeld. Sands blijkt al toe te hebben geslagen aan boord van de trein, en nog iemand te hebben vermoord met een giftige pijl. Hij blijkt zelf echter ook te zijn gedood, mogelijk door Moran nadat de twee de diamant hadden gestolen.
Wanneer de trein een tussenstop maakt in een klein dorpje, komen enkele agenten geleid door inspecteur McDonald de trein binnen. Holmes, die McDonald al eens eerder heeft ontmoet, ziet meteen dat de inspecteur voor hem een bedrieger is. Hij is ook een handlanger van Moran. Holmes doet eerst alsof hij niets in de gaten heeft. Wanneer de lampen in de trein even uitgaan slaat hij echter toe, en arresteert de nepinspecteur. Ook Moran wordt gearresteerd.
Naderhand onthult Holmes dat hij de echte diamant al die tijd in zijn bezit had. Hij had hem voor de reis verwisseld met een nepdiamant.

## Cast
| Acteur            | Personage                       |
| ----------------- | ------------------------------- |
| Basil Rathbone    | Sherlock Holmes                 |
| Nigel Bruce       | Dr. John H. Watson              |
| Alan Mowbray      | Duncan Bleek/Sebastian Moran)   |
| Dennis Hoey       | Inspecteur Lestrade             |
| Renee Godfrey     | Vivian Vedder                   |
| Frederick Worlock | Professor Kilbane               |
| Mary Forbes       | Lady Margaret Carstairs         |
| Skelton Knaggs    | Sands                           |
| Geoffrey Steele   | The Honourable Roland Carstairs |

## Achtergrond
- Het personage Sebastian Moran is afkomstig uit het korte verhaal The Adventure of the Empty House. De film bevat verder ook elementen van de roman het teken van de vier.
- De film onderscheidt zich van de 10 voorgaande films in dat er geen anti-nazipropaganda in voorkomt. Dit omdat de Tweede Wereldoorlog inmiddels voorbij was.